# Звягинцев, Иван Алексеевич
Иван Алексеевич Звягинцев — советский хозяйственный, государственный и политический деятель, Герой Социалистического Труда.

## Биография
Родился в 1910 году в деревне Кузьминка. Член КПСС.
С 1922 года — на хозяйственной, общественной и политической работе. В 1922—1976 гг. — крестьянин в хозяйстве отца, работник местной сельхозартели «Прожектор», председатель колхоза «Прожектор», председатель колхоза имени Калинина, помощник директора совхоза «50 лет КПСС» Уярского района Красноярского края.
Указом Президиума Верховного Совета СССР от 21 февраля 1949 года присвоено звание Героя Социалистического Труда с вручением ордена Ленина и золотой медали «Серп и Молот».
Умер в деревне Кузьминка в 1988 году.